# 鄧雨賢

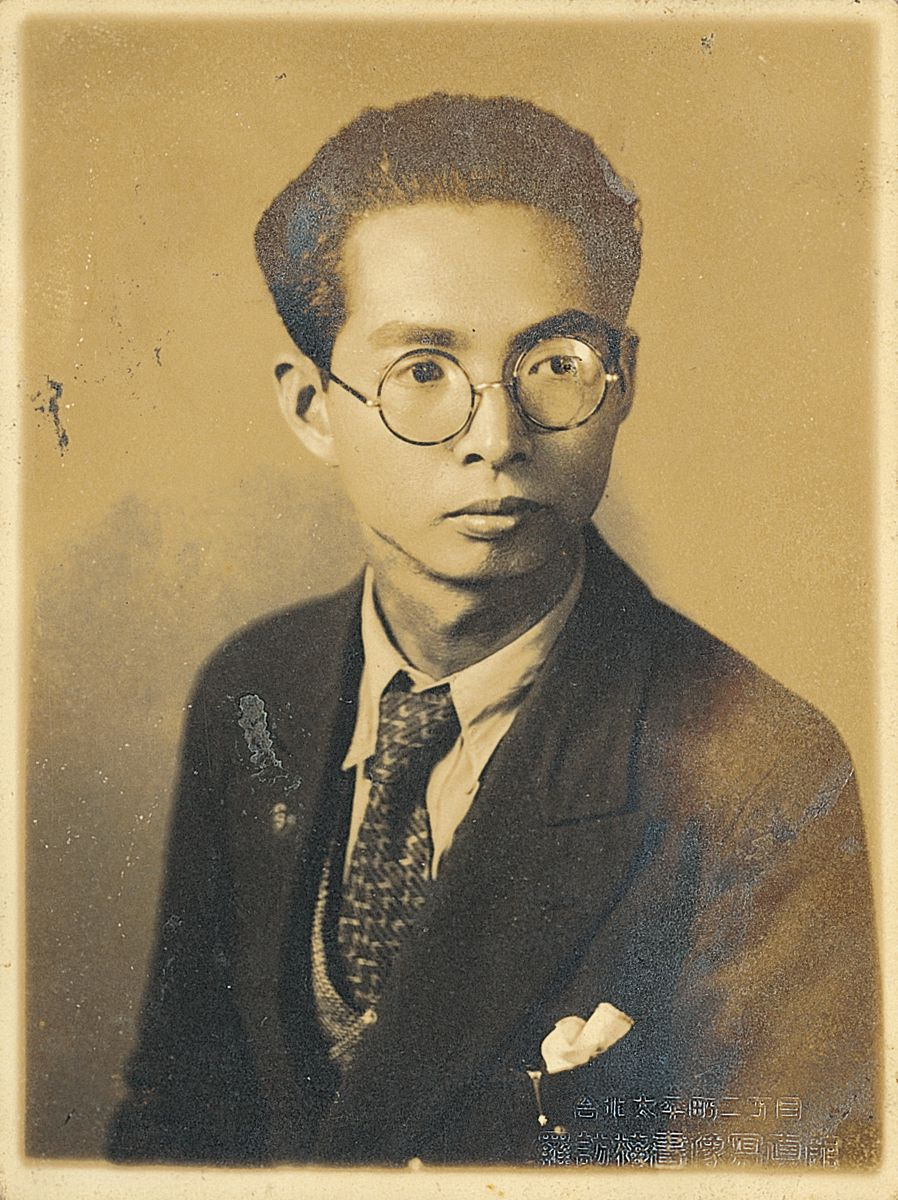
鄧雨賢

鄧 雨賢（とう うけん、Teng Yu-hsien、1906年7月21日 - 1944年6月11日）は、日本統治時代の台湾の作曲家。唐崎夜雨のペンネームでも活動し、後に東田暁雨という日本名に改名した。

## 生涯
桃園県龍潭郷出身。広東省嘉応州鎮平県（現在の梅州市蕉嶺県）から移住した客家人の子孫。父の鄧盛猶が台湾総督府から台北師範学校（現在の国立台北教育大学）の漢文教師に招かれたため、3歳で父に従って台北に移住。1914年、艋舺公学校に入学した。1921年、15歳の時に台北師範学校に入学し、オルガンやマンドリンなどの西洋楽器に接した。1925年に卒業後に、大稲埕の日新公学校に勤務するが、24歳の時に日本に渡って作曲を学んだ。
1930年に台湾に戻り、台中地方裁判所の通訳を務めた。1932年、文声曲盤公司というレコード会社に入社し、『大稻埕行進曲』を作曲した。翌年、コロムビアレコードに移籍し、『望春風』『月夜愁』などの歌曲を作曲した。
1937年、台湾総督に小林躋造が就任すると「皇民化」政策が推進され、漢文歌曲は禁止された。『望春風』『月夜愁』などの曲が軍歌に書き換えられ、鄧雨賢は大きなショックを受けた。1940年に台北を去り、新竹県芎林郷で小学校の教師をするようになった。その後、健康状態が徐々に悪化し、1944年に肺疾患と心疾患により死去した。

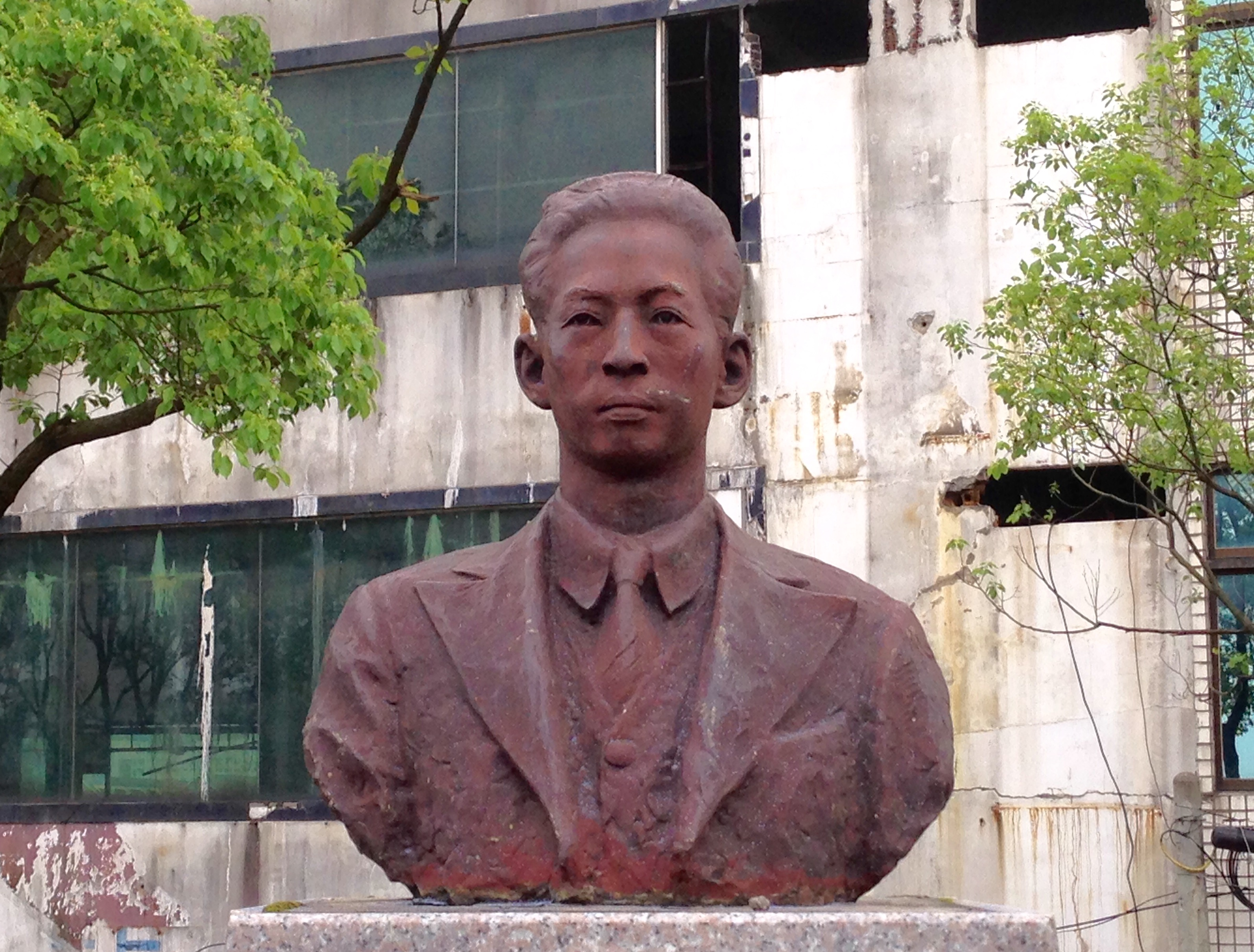
鄧雨賢像

作品のうち、『雨夜花』『望春風』『月夜愁』『四季紅』の4作品が特に有名で、4曲合わせて「四月望雨」と呼ばれる。

## 作品
- 1932年
  - 大稻埕行進曲
  - 夜裡思情郎
  - 十二歩珠涙
  - 挽茶歌
  - 汝不識我我不識汝
- 1933年
  - 春天到（日本語タイトル：誉れの軍夫、雨の夜の花）
  - 月夜愁（日本語タイトル：軍夫の妻）
  - 望春風（日本語タイトル：大地は招く）
  - 老青春
  - 跳舞時代
  - 橋上美人
- 1934年
  - 青春讚
  - 春宵吟
  - 単思調
  - 間花嘆
  - 文明女
  - 情炎的愛
  - 梅前小曲
  - 砕心花
- 1935年
  - 風中煙
  - 春宵吟
  - 不滅的情
  - 一個紅蛋
  - 梅前小曲
  - 對花（日本語タイトル：真昼の丘）
  - 那著按呢
  - 和尚行進曲
  - 月下思恋
  - 你害我
  - 我愛你
  - 月下思君
  - 春江曲
  - 三姉妹
  - 情春小曲
  - 稻江夜曲
  - 碟花夢
  - 青春花鼓
  - 臨海曲
- 1936年
  - 異郷之月
  - 簷前雨
  - 閨女嘆（怨）
  - 夜夜愁
  - 姉妹心
  - 孤鳥嘆
  - 女給哀歌
  - 白夜賞月
  - 嘆環境
  - 雨夜孤怨
- 1937年
  - 南風謠
  - 新娘的感情
  - 愁人
- 1938年
  - 広東夜曲
  - 四季紅
  - 寄給一哥哥的封信
- 1939年
  - 黄昏愁（日本語タイトル：番社の娘）
  - 純情夜曲
  - 満面春風（日本語タイトル：南海夜曲）
  - 小雨夜恋
  - 密林的黄昏
  - 菅芒花
  - 安平小調
  - 郷土部隊的来信（日本語タイトル：郷土部隊の勇士から）
- 1940年
  - 南国花譜
  - 来自南方之島（日本語タイトル：南の島から）
  - 望郷之歌（日本語タイトル：望郷の月）
- 1941年
  - 不願煞
  - 離別故郷